# Йоганн Амброзій Бах
Йоганн Амброзій Бах (нім. Johann Ambrosius Bach; 24 лютого 1645, Ерфурт — 20 лютого 1695, Айзенах) — німецький скрипаль і диригент. Батько композитора Йоганна Себастьяна Баха.

## Біографія
Йоганн Амброзій Бах народився 24 лютого 1645 року в Ерфурті. Син ерфуртського міського свистуна Крістофа Баха і його дружини Магдалена, уроджена. Бах, який отримав музичну освіту в Арнштадті вже в дев'ятирічному віці, після смерті батька (1661) пробув в Арнштадті ще кілька років, а потім відправився в похід в якості художнього свистка.
1667 року він, як і колись його батько, вступив до Ерфуртської ради, якою тоді керував його дядько Йоганн. Йоганн Амброзій повінчався в купецькій Церкві з Єлизаветою Леммергірт з Ерфурта.
Чи був Амброзій композитором, невідомо, принаймні, з його творів нічого не збереглося. В єдиному збереженому документі весільної пісні «Моя подруга ти красива» його шурина Йоганна Крістофа Баха, прем'єра якої відбулася з нагоди весілля його брата-близнюка Йоганна Крістофа Баха старшого, при виконанні скрипки зустрічається почерк Йоганна Амброзія Баха. примітно він повинен як засновник колекцію композицій літній родині Баха, яку пізніше під найменуванням «Altbach» водіння архіву в музичному світі знайти популярність, а з початку 19 століття. Століття зберігся до наших днів в архіві складався співочої академії в Берліні. Амброзій Бах, схоже, довів залізну музику до небаченого до тих пір рівня.
Помер 1695 року в Айзенаху , в день свого 50-річчя.

## Сім'я та діти
Від шлюбу з Єлизаветою Леммергірт народилося вісім дітей, п'ятеро з яких досягли повноліття (дати за юліанським календарем, якщо не рахувати 1700 р.):
- Йоганн Рудольф - (19 січня 1670 - 17 липня 1670)
- Йоганн Крістоф - (18 червня 1671 - 22 лютого 1721)
- Йоганн Бальтазар - (6 березня 1673 - 5 квітня 1691)
- Іоанн Йонас - (2 лютого 1675 - 22 травня 1685)
- Марія Саломея - (27 травня 1677 - 27 грудня 1728)
- Йоганна Джудіта - (28 лютого 1680 - 3 травня 1686)
- Йоганн Якоб - (11 лютого 1682 - 16 квітня 1722)
- Йоганн Себастьян - (21 березня 1685 - 28 липня 1750)